# Stadio Rommel Fernández
Lo stadio Rommel Fernández (in spagnolo Estadio Rommel Fernández) è uno stadio situato nella città di Panama, usato per diverse discipline sportive, principalmente per il calcio.
Lo stadio venne inaugurato il 6 febbraio 1970, progettato per ospitare gli XI Giochi centramericani e caraibici che nello stesso anno si sono disputati a Panama tornandoli ad ospitare poi nel 2010, quando ha ospitato la XXI Edizione.
Attraverso nuovi interventi, riuscì a raggiungere l'attuale capacità di 32 000 spettatori tutti seduti, diventando il maggiore stadio di Panama, davanti allo stadio nazionale di Panama, e uno dei più moderni di tutta l'America Centrale. Fa parte della cittadella sportiva Irving Saladino.
È intitolato alla memoria di Rommel Fernández, calciatore panamense morto tragicamente in un incidente stradale ad Albacete il 6 maggio 1993.